# Willi Röbke
Willi Röbke (* 27. Dezember 1946) ist ein deutscher Schauspieler und Synchronsprecher.

## Leben
Röbke wuchs im Allgäu auf und absolvierte eine dreijährige Schauspielausbildung in München. Nach diversen Theaterengagements, unter anderem Anfang der 70er Jahre am Bayerischen Staatsschauspiel und am Rationaltheater, verlegte er seinen beruflichen Schwerpunkt ab Mitte der 1970er Jahre auf die Synchronisation. Darüber hinaus spielte Röbke Nebenrollen in Fernsehreihen wie Derrick oder Der Alte.
Zu seinen bekanntesten Synchronrollen zählen der Hund Scooby-Doo in den gleichnamigen Zeichentrickproduktionen, Optimus Prime in der Zeichentrickserie Transformers sowie der Kleinkriminelle Snake und der Mafiaboss Fat Tony in der Serie Die Simpsons. Von Mitte der 1970er bis Anfang der 1980er Jahre synchronisierte Röbke häufig den italienischen Schauspieler Alvaro Vitali. In der deutschen Version des Videospiels Mafia II lieh er der Figur Don Frank Vinci seine Stimme.

## Filmografie (Auswahl)
- 1971: Paragraph 218 – Wir haben abgetrieben, Herr Staatsanwalt
- 1978: Der Alte – Bumerang
- 1978: Der Alte – Die Sträflingsfrau
- 1978–1984: Derrick (9 Folgen)
- 1979: Tatort: Ende der Vorstellung
- 1979: Der Alte – Mordanschlag
- 1984: Der Lehrer und andere Schulgeschichten
- 1985: Die Schwarzwaldklinik (Folge Die Entführung)
- 1989: Löwengrube (Folge Charivari)

## Synchronrollen (Auswahl)

### Filme
- 1983: Kabir Bedi als Gobinda in James Bond 007 – Octopussy
- seit 1990: Frank Welker als Scooby-Doo in zahlreichen Filmen der Scooby-Doo-Reihe
- 1990: als Der Lebkuchenmann in Peterchens Mondfahrt
- 1994: J. K. Simmons als Kommandant Siskel in No Panic – Gute Geiseln sind selten
- 2003: Bill Hunter als Phillip Sherman in Findet Nemo
- 2007: Joe Mantegna als Fat Tony in Die Simpsons – Der Film
- 2009: Frank Welker als Tyrannosaurus Rex in Futurama: Bender’s Game
- 2010: Oldřich Kaiser als Brichta in Habermann

### Serien
- 1980: als Großer Hai in Doctor Snuggles (Folge „Die Wasserdiebe aus dem Weltraum“ (The Remarkable Fidgety River))
- 1984–1987: Peter Cullen als Optimus Prime in Transformers
- seit 1995: Hank Azaria als Snake in Die Simpsons
- 1996–1997/seit 2004: Joe Mantegna als Fat Tony in Die Simpsons
- 1997: Albert Brooks als Hank Scorpio in Die Simpsons
- 1997–2001: Harry Shearer als Reverend Lovejoy in Die Simpsons
- 1999: als Rumpelstilzchen in SimsalaGrimm (Folge Rumpelstilzchen)
- 2004: Kenta Miyake als Vector the Crocodile in Sonic X
- 2005–2008: Steven Blum als Vilgax in Ben 10
- seit 2006: Hiroaki Miura als Absalom in One Piece
- seit 2014: Daisuke Gōri / Katsuhisa Hōki als Jinbei in One Piece
- 2023: Langley Kirkwood als Captain Morgan in One Piece (Live-Action-Serie)

### Videospiele
- 2005: Legend of Kay als Shun